# Dirk Werner
Dirk Werner, född den 25 maj 1981 i Hannover, är en tysk racerförare.
Werner har tävlat för BMW i GT-racing och DTM.